# بتی آلور

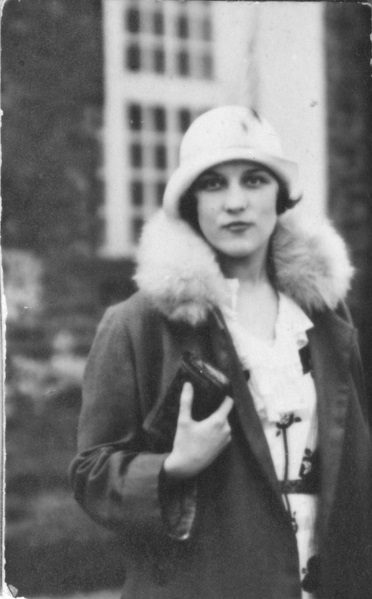

بتی آلور (به استونیایی: Betti Alver) ‏(۲۳ نوامبر ۱۹۰۶ در یوگوا – ۱۹ ژوئن ۱۹۸۹ در تارتو) یکی از برجسته‌ترین شاعران استونی بود. او در میان نسل اول ادیبانی بود که در مدارس استونی مستقل آموزش دیدند. او به مدرسه دستور زبان در تارتو رفت.
بتی آلور نخستین شعرهایش را در قالب‌های سنتی با نام «آتش و غبار» در سال ۱۹۳۶ چاپ و منتشر ساخت و پس از آن وقت خود را صرف ترجمهٔ آثار ادبی نویسندگان و شاعران جهان کرد که از آن میان می‌توان از ترجمهٔ آثار «پوشگین» مثل «اوژن اونیگین» (۱۹۶۴) نام برد و نیز آثاری چون «ساعت درخشان» (۱۹۶۴) و «چارچوب زندگی» (۱۹۷۱) که گلچینی است از شعرهای نو و کهن. آخرین مجموعه شعر خانم الوار، با نام «شهر پرنده» در سال ۱۹۷۹ چاپ و منتشر شد، که دربرگیرندهٔ شعرهای ۱۹۳۱ تا ۱۹۷۷ وی است.